# Vente de vêtements entre particuliers en France
Vous pouvez aider à l'améliorer ou bien discuter des problèmes sur sa page de discussion.
- Il peut contenir un travail inédit ou des déclarations non vérifiées. Vous pouvez l’améliorer en ajoutant des références. (Marqué depuis juin 2019)

Vous pouvez aider à l'améliorer ou bien discuter des problèmes sur sa page de discussion.
- Il ne cite pas suffisamment ses sources. Vous pouvez indiquer les passages à sourcer avec {{référence nécessaire}} ou {{Référence souhaitée}}, et inclure les références utiles en les liant aux notes de bas de page. (Marqué depuis mars 2019)
- Il est orphelin : moins de trois articles lui sont liés. Aidez à ajouter des liens en plaçant le code [[Vente de vêtements entre particuliers en France]] dans les articles relatifs au sujet. (Marqué depuis mars 2019)

- Archive Wikiwix
- Bing
- Cairn
- DuckDuckGo
- E. Universalis
- Gallica
- Google
- G. Books
- G. News
- G. Scholar
- Persée
- Qwant
- (zh) Baidu
- (ru) Yandex
- (wd) trouver des œuvres sur Wikidata

La vente de vêtement entre particuliers désigne le fait de vendre ou acheter à d'autres particuliers des vêtements, des chaussures et accessoires à des prix plus bas que le prix de base du vêtement en question. Cette pratique permet de donner une seconde vie à des vêtements que l'on ne porte plus, et d'éviter une mise en poubelle, les déchets vestimentaires étant une importante source de pollution. Ce commerce entre particulier (C2C) à petite échelle est un commerce dit de « seconde main », qui peut passer par des petites annonces sur internet. Ces échanges, similaires au marché d'occasion, ont été évalués à un milliard d'euros en 2018 en France,,.

## Fonctionnement
Ce processus peut s'exercer de plusieurs manières via plusieurs moyens. Lorsque les particuliers organisent eux-mêmes des vide-dressing, chez eux, ou alors dans des magasins éphémères. Ou alors via le commerce électronique comme des sites mis en place sous forme de blog personnel. La vente de vêtements se déroule également aux travers de sites de vente généralistes comme Leboncoin et Amazon. Par ailleurs, plusieurs marques de vêtements ont réalisé des applications téléphoniques permettant de revendre les produits qui leur appartiennent. Enfin, plusieurs applications sont dédiées à un secteur particulier comme la mode masculine (Comme un camion…) ou la revente de vêtements de luxe (Vestiaire Collective…).
Sur certains sites (Vinted), les vendeurs postent une photo de l’article qu’ils souhaitent vendre, ajoute une description et choisissent le prix.Sur d'autres (Videdressing), le prix est déterminé par la plateforme en fonction de l'état et de la marque du produit. Sur la plupart des sites, la mise en ligne est gratuite, cependant certaines applications prennent des commissions sur chaque vente effectuée avec des pourcentages plus ou moins élevés en fonction du prix fixé sur le produit. Ces pourcentages sont notamment élevés sur les applications de revente de vêtement de luxe.
Grâce à la simplicité d'utilisation (paiement, envoi des articles) le nombre d'offreurs et de demandeurs a considérablement augmenté. Le développement de ces sites en ligne est largement lié à la démocratisation d'internet et aux nouvelles volontés éthiques.

## Une tendance à la déconsommation
La loi Article L110-1-1 entrée en vigueur en août 2015, invite les acteurs économiques à la formation d'une économie circulaire plus responsable.
La montée en force du commerce entre particuliers via les petites annonces a contribué à changer la société de consommation[réf. nécessaire]. Tous ces changements de choix de consommations voient le jour depuis la crise de 2008 où le pouvoir d'achat des français a baissé. En effet, il n'augmente plus que de 0,1 % (en unité de consommation) depuis 2008. Depuis, un changement de mentalité s'est opéré, la société se dirige de plus en plus vers un recyclage volontariste, une réduction de ses dépenses dans l'habillement, et 75 % des Français pense plus à utiliser un vêtement qu'à le posséder[pas clair][réf. nécessaire]. Aujourd'hui[Quand ?] une consommatrice sur deux et plus d'un homme sur trois achètent au moins occasionnellement des articles de seconde main[réf. nécessaire].
Les motivations premières des clients sont pour 75% le fait d’acheter moins cher, pour 45% le fait d’ancrer leurs achats dans une démarche écologique et pour les autres le fait d’acheter plus souvent afin de suivre le mouvement de la fast-fashion. On sait depuis 2018 que l’industrie de l’habillement est la plus polluante de la planète après le pétrole avec 1,7 milliard de tonnes de rejet de CO2 par an.
Cependant, ce ne sont pas forcément les quantités achetées qui réduisent, mais les prix demeurent orientés à la baisse. On privilégie alors des prix de plus en plus petits, de par la baisse du pouvoir d'achat et une volonté de vouloir moins dépenser. Alors que la consommation des ménages reste en berne, la proportion des achats à prix barrés a encore progressé pour atteindre 42 % des ventes totales d'habillement et 60 % des ventes sur internet.
Ce phénomène, chaque jour plus important, conduit les Français à délaisser le neuf pour se diriger vers l'occasion. Certes le neuf attire toujours, mais l'occasion a ses avantages comme les prix, qui sont plus bas qu'un article directement acheté en magasin ou sur un site officiel. Acheter de l'occasion a aussi une notion d'éthique, l'effet de mode d'acheter des vêtements en coton bio, en lin, chanvre ou autre matières nobles écologiques n'est pas donné à tout le monde. On fait donc le choix de donner une seconde vie à son vêtement. De plus ce commerce de vente entre particulier définie une nouvelle manière de communiquer. Ce marché, plus personnel que dans les magasins, fidélise les consommateurs et leur donne confiance. Ce dernier ne redoute plus de mauvaises surprises sur les sites de vêtements où la photo ne correspond pas à ce que l'on reçoit chez soi. En effet, 57% des acheteurs ayant acheté un article de seconde main d’une certaine marque envisage de racheter chez cette même marque mais en première main.
Face au développement du marché du prêt-à-porter d’occasion, des enseignes de distribution se sont lancées dans la seconde main en créant leur propre site de revente en ligne. A l’image de Petit Bateau qui a lancé en 2017 une application de vêtements d’occasion. Decathlon, Auchan, J.M. Weston, Camaïeu sont aussi devenus adeptes de ce nouveau moyen de vente et mettent en place des rayons de seconde main directement en magasin.